# Berlínská zeď

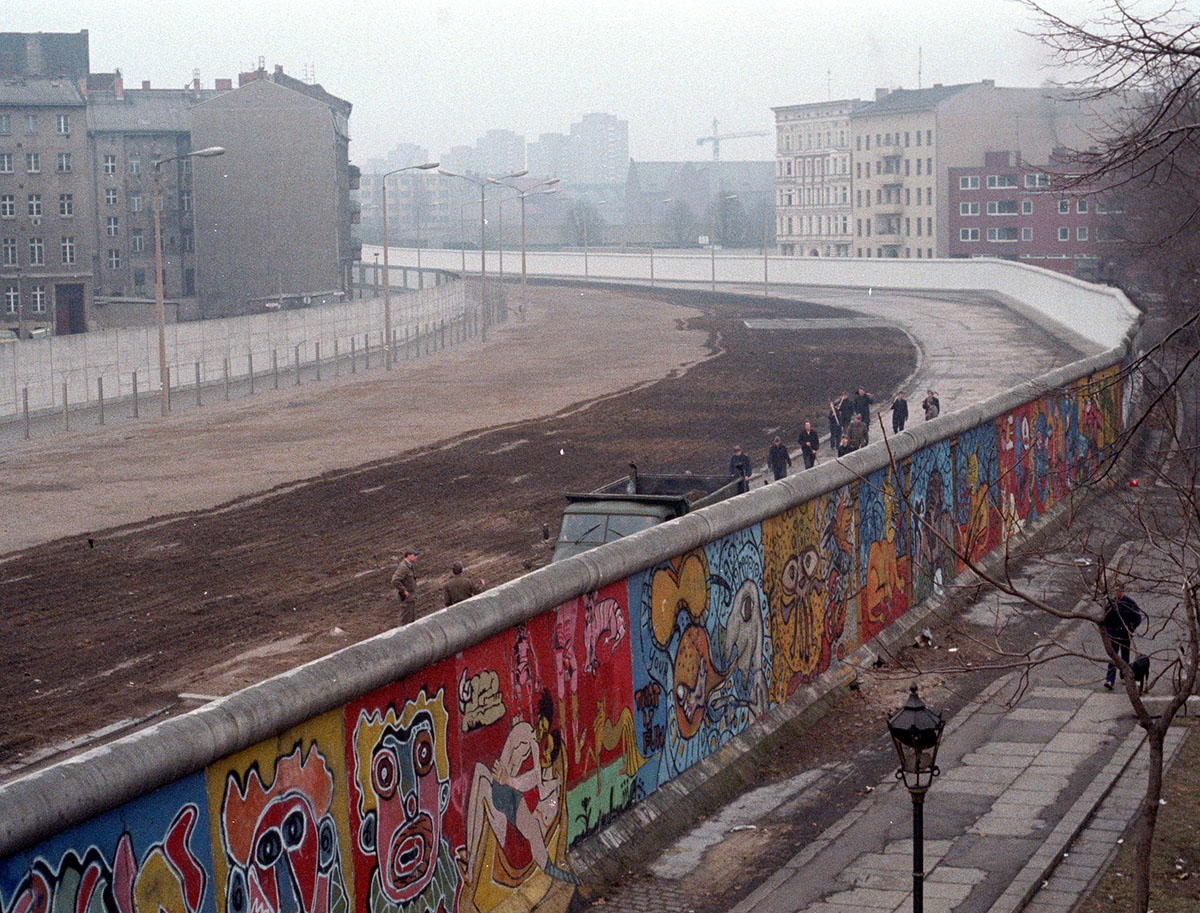
Berlínská zeď s „pásmem smrti“, Bethaniendamm, 1986

Berlínská hranice s přechody (interaktivní mapa)

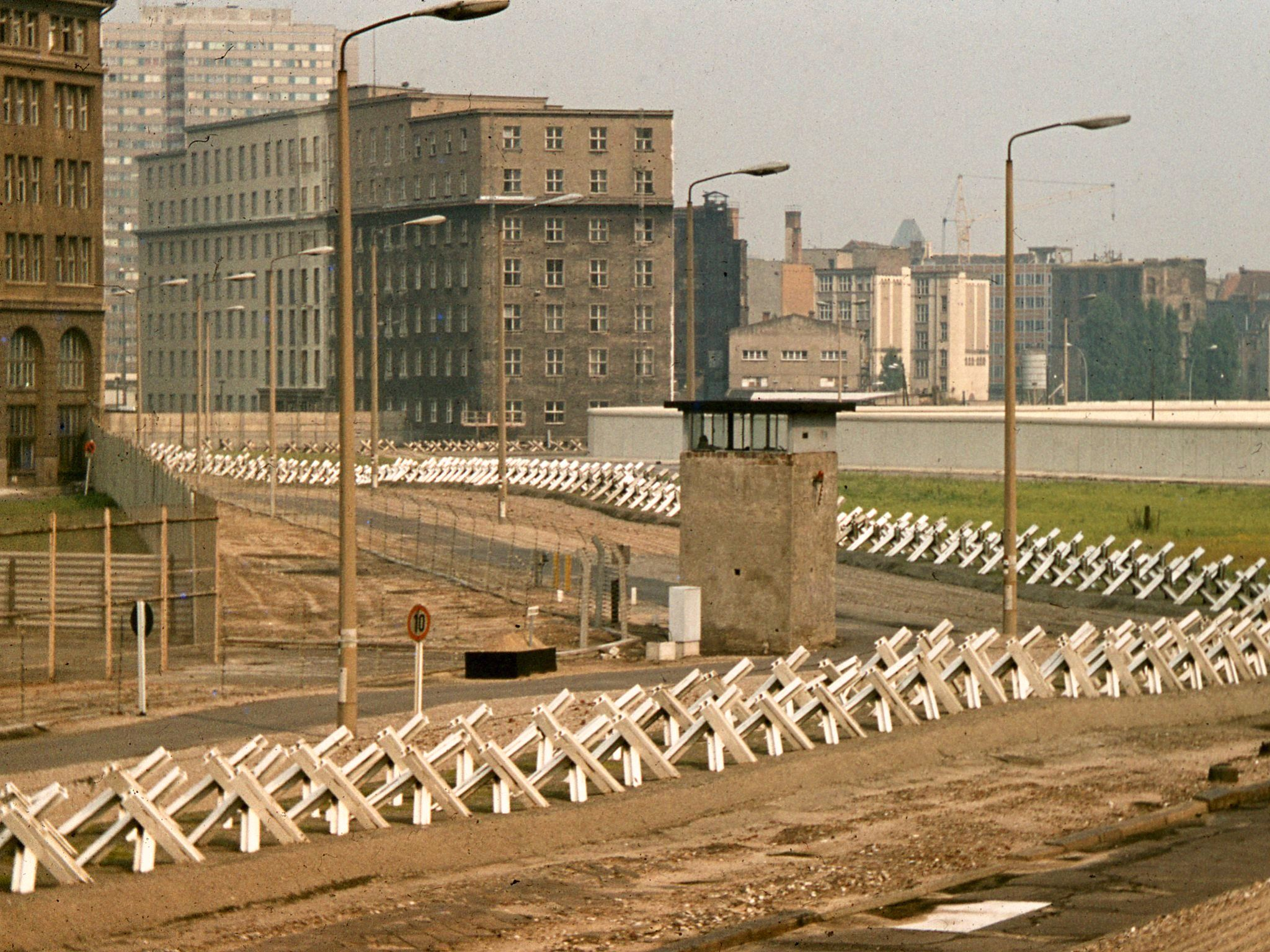
„Pásmo smrti“ s českými ježky a strážní věží, 1977.

Berlínská zeď byla betonová zeď s přilehlými střeženými pásmy, od její stavby v roce 1961 až do pádu v listopadu 1989 symbol studené války, rozdělení Berlína, Německa a Evropy (na západní a východní blok).

## Pozadí
Po skončení 2. světové války na základě Jaltské dohody:
- bylo Německo rozděleno do čtyř okupačních zón
- byl Berlín rozdělen do čtyř sektorů

Postupně docházelo ke zvyšování napětí mezi mocenskými bloky:
- 23. června 1948 došlo k blokádě západních sektorů Berlína, trvající téměř jeden rok.
- 23. května 1949 byla na území západních okupačních zón založena Spolková republika Německo.
- 7. října 1949 byla jako reakce na vyhlášení SRN založena Německá demokratická republika, sovětský sektor Berlína se stal jejím hlavním městem.

Těmito událostmi bylo rozdělení města fixováno politicky. V Berlíně platil i nadále čtyřmocenský status, což v praxi nemělo žádného významu. Berlín byl novou SRN jen s malými výjimkami považován za spolkovou zemi. Velký význam zde hrála skutečnost, že v letech 1949 až 1961 území NDR opustily téměř tři miliony obyvatel, z velké části odborníci s dobrým vzděláním; většina se rozhodla opustit NDR přes Berlín, kde hranice probíhala středem města a nebyla tak snadno kontrolovatelná.[zdroj?]

## Stavba zdi

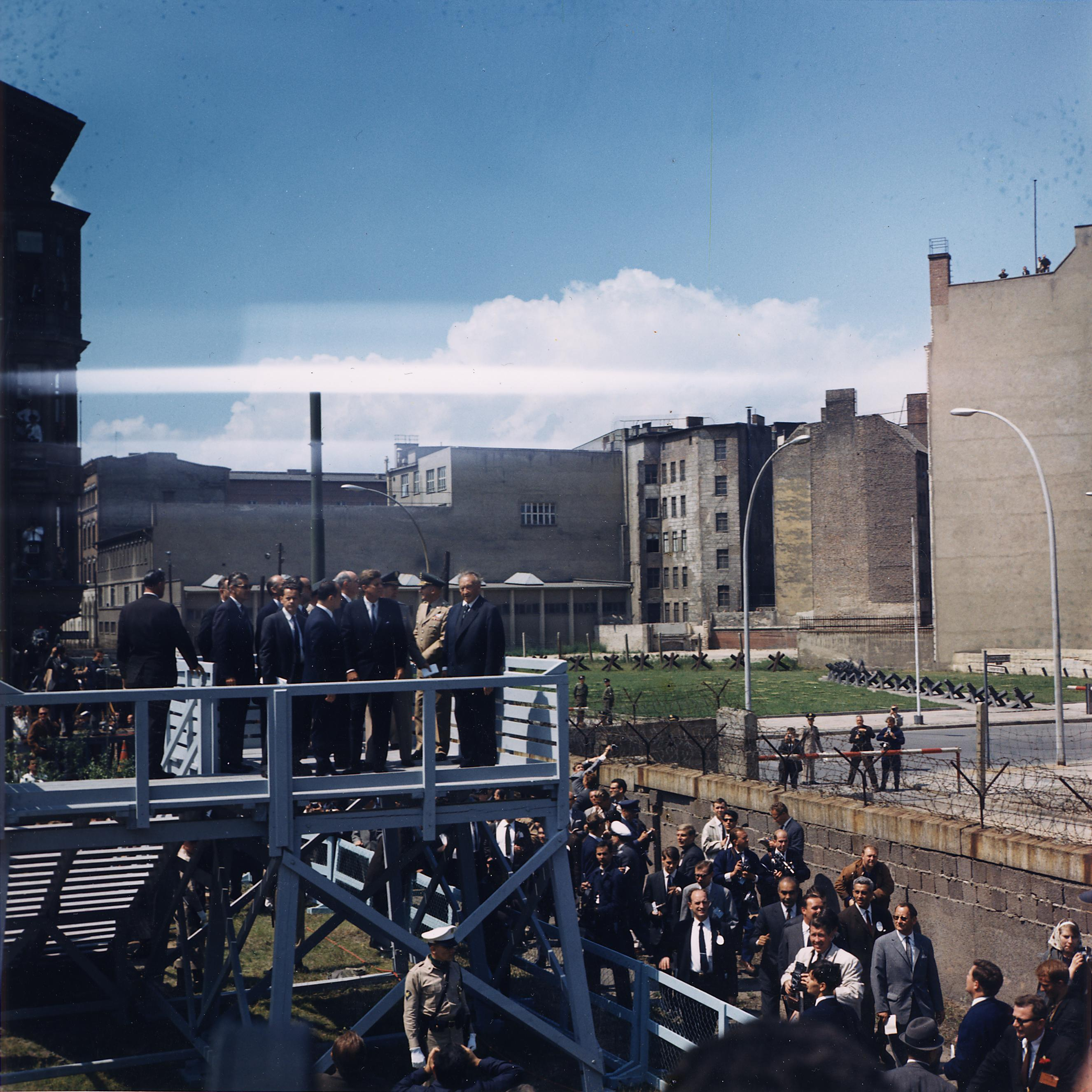
J. F. Kennedy u zdi 26. června 1963, Checkpoint Charlie

Státní a stranické orgány NDR se pod tímto dojmem rozhodly provést opatření, která měla nekontrolovaným útěkům občanů zabránit. Walter Ulbricht původně od Sovětů požadoval obsazení západních sektorů vojenskou silou, to však Chruščov rozhodně odmítl, protože si nepřál konflikt s USA. Zbývala tedy jediná možnost – ohraničit západní sektory Berlína bariérou. Ještě 15. července 1961 dementoval na své tiskové konferenci Walter Ulbricht jakékoliv úmysly hranici v Berlíně uzavřít. K rozhodnutí došlo zřejmě především z iniciativy N. S. Chruščova na setkání nejvyšších představitelů Varšavské smlouvy v Moskvě 3. až 5. srpna 1961. Dne 11. srpna 1961 schválila Lidová komora NDR moskevská usnesení a 12. srpna 1961 uzavřela ministerská rada NDR usnesení o nasazení ozbrojených sil země na hranicích v Berlíně a o jejich uzavření. Západní zpravodajské služby byly o plánech sovětského bloku informovány, avšak jejich vlády nijak nezasáhly, protože stavba zdi vlastně jen zakonzervovala status quo a umožnila oběma blokům vyhnout se ozbrojenému konfliktu.
V noci z 12. na 13. srpna 1961 obsadily ozbrojené síly NDR (armáda, policie, pohraniční stráž a jednotky podnikových milicí) hranice se Západním Berlínem a přerušily, nejdříve jen pomocí ostnatého drátu, spojení mezi východním a Západním Berlínem. Teprve o tři dny později, 16. srpna, vzhledem k absenci jakékoliv reakce z americké strany, začal být drát nahrazován zdí v pravém slova smyslu. V příštích měsících došlo k vybudování opevnění hranic mezi NDR a SRN, což upevnilo nepropustnost hranic mezi státy východního bloku a okolními státy. Tyto hranice se i z toho důvodu označují jako „železná opona“.[zdroj?]
Zeď sestávala z více částí. Vlastní zeď, jak ji znala západní veřejnost, stála pár metrů od hranice Západního Berlína. Tato zeď se skládala z betonových, asi 3,6 metru vysokých panelů ve tvaru nepravidelného a převráceného písmene T. Přilehlý pozemek, ještě patřící k východnímu Berlínu, udržovaly hlídky v čistotě po průchodu kovovými dveřmi, které se v některých panelech nacházely. Na druhé straně zdi se pak nacházelo různě široké pásmo, skládající se z několika ochranných pásů: ostnatý drát, pás pro psy, pro pohraniční stráž, protipěchotní překážky i protitankové zátarasy, drátěná signální stěna a konečně další stěna z betonových prefabrikátů tvořila vnější okraj Berlínské zdi. Uvnitř zakázaného pásma mezi zdmi stály v nepravidelných rozestupech strážní věže (později rovněž z betonových prefabrikátů) a domky pro pohotovostní jednotky. V průběhu doby byla zeď neustále modernizována, jsou známy čtyři generace modelů. V domech stojících přímo na východoberlínské straně zdi byly zpočátku zazděny dveře a okna směřující k západním sektorům. Později byli obyvatelé vystěhováni a domy byly většinou strženy.
Zeď měla celkovou délku 165 km (45 km s hranicí Východního Berlína, 120 km čítala hranice mezi Západním Berlínem a Braniborskem).[zdroj?]
Památná je návštěva prezidenta USA J. F. Kennedyho v Berlíně roku 1963, který během svého projevu pronesl německy větu „Ich bin ein Berliner!“ („Jsem Berlíňan!“).

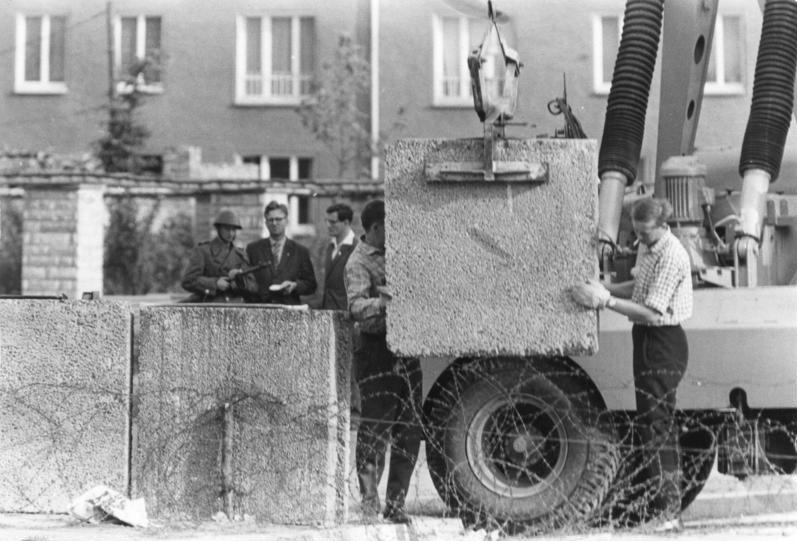
Pokládání betonových bloků zdi
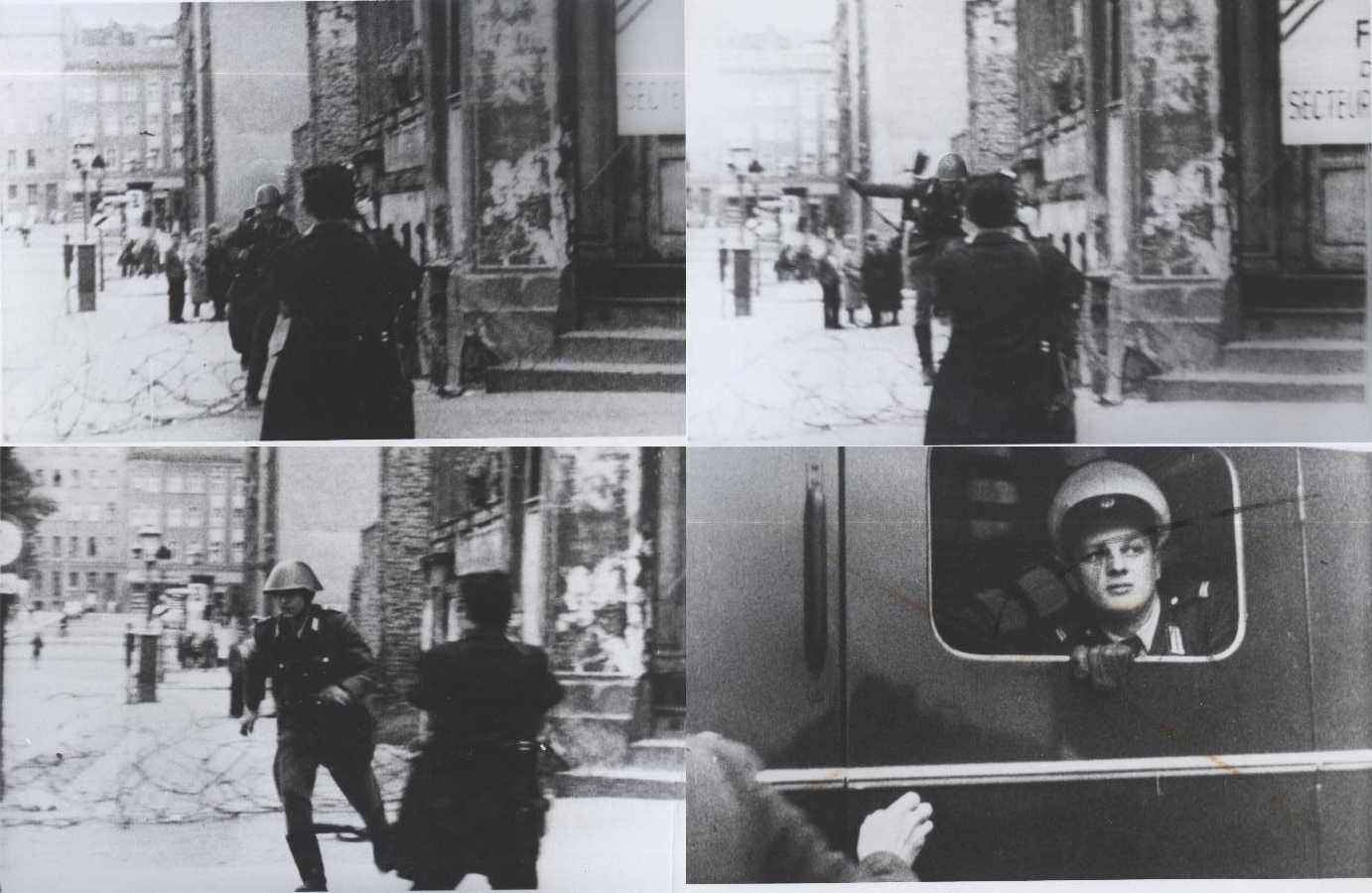
Conrad Schumann, východoněmecký pohraničník, uprchl na Západ 15. srpna 1961
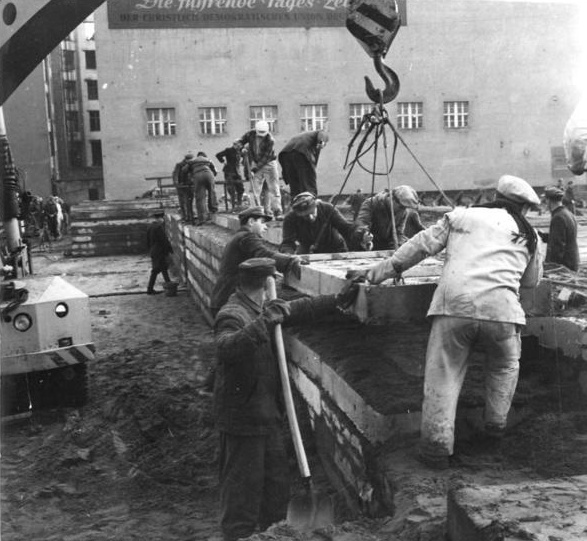
Stavba zdi, srpen 1961
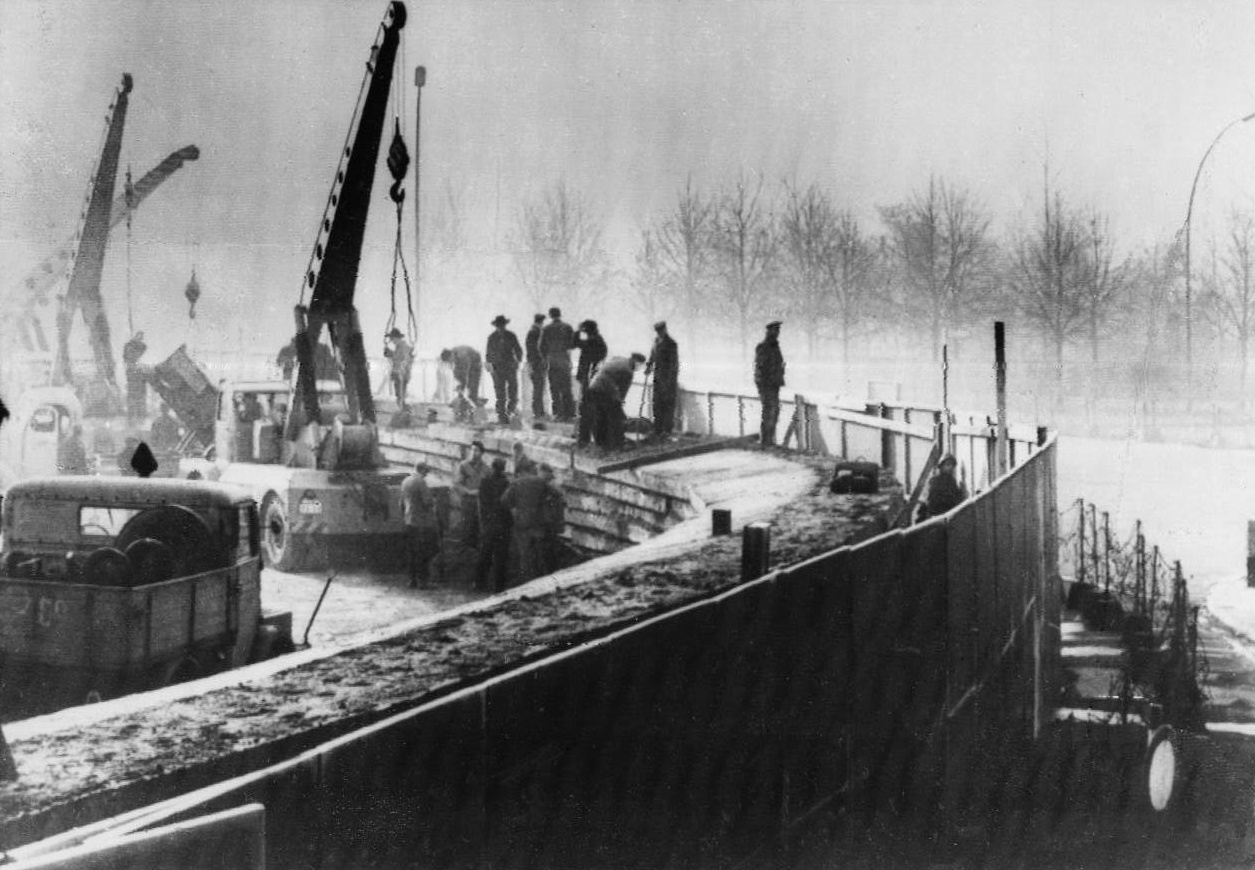
Stavba zdi, 20. listopadu 1961
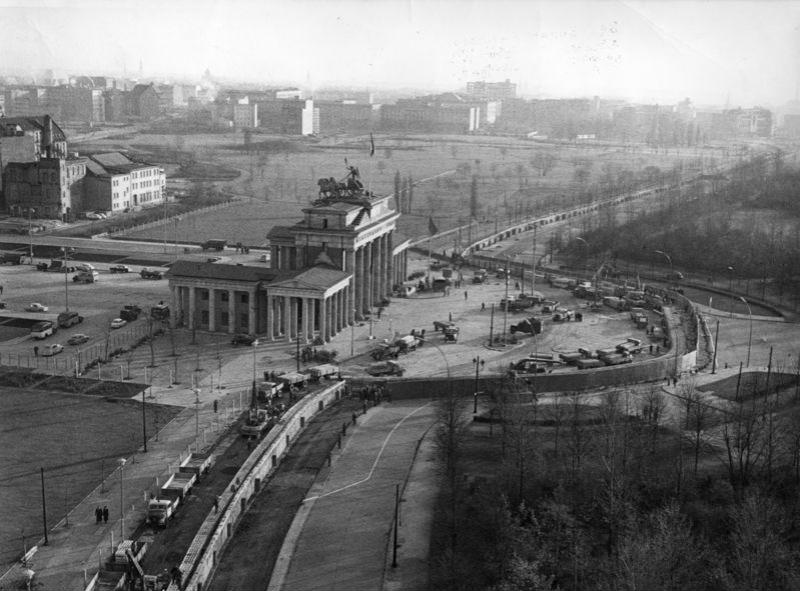
Letecký snímek Braniborské brány, 1961
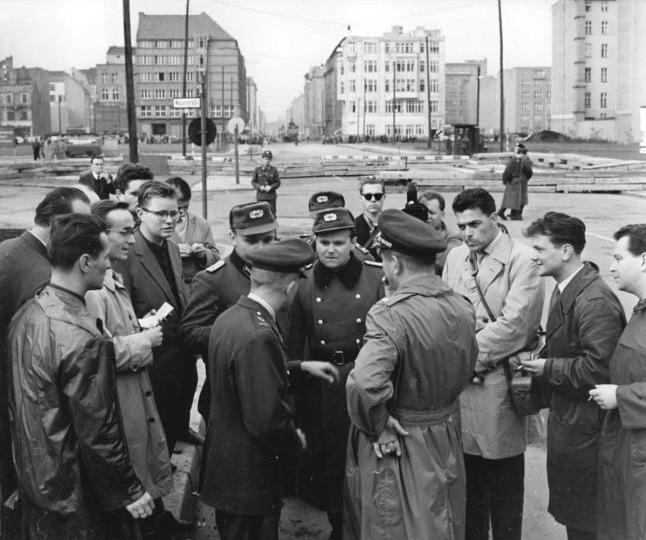
Američtí vojáci a příslušníci Volkspolizei, říjen 1961

## Vývoj po uzavření hranice

Schéma zdi v 80. letech

Mapa zdi a přechody v Berlíně

Během příštích dnů došlo k dramatickým pokusům o útěk z NDR. Na místech, kde zeď ještě nebyla dostatečně vysoká nebo chráněná, respektive v domech, které stály přímo u zdi a kde ještě nebyla zabetonována okna, se stovkám občanů podařil útěk do západních sektorů, často s nasazením vlastního života.[zdroj?]
Povel k použití střelné zbraně proti uprchlíkům ze strany východoněmecké pohraniční stráže sice existoval již od prvního dne, k jejich nasazení však došlo až o několik dnů později. K prvnímu známému případu zastřelení prchající osoby došlo 24. srpna 1961, k poslednímu 5. února 1989.[zdroj?]
Během 28leté existence Berlínské zdi zde při pokusu o útěk zemřel značný počet občanů, často i v důsledku vykrvácení, protože východoněmecká pohraniční stráž nechala zraněné v oblasti strážních pásů několik hodin bez pomoci ležet.
Podle dnešních odhadů bylo za nedovolené opuštění republiky nebo pokus o něj (§ 213 trestního zákoníku NDR) odsouzeno kolem 75 000 občanů s tresty odnětí svobody do dvou let (v těžších případech do pěti let).[zdroj?]
V jistém smyslu problematické bylo i používání hraničních přechodů mezi Západním Berlínem na straně jedné a východním Berlínem resp. NDR na straně druhé. Přechodů sice existovalo značné množství, jejich užívání však bylo omezeno nejen účelem („tranzit do SRN“, „přechod na letiště“, „návštěva v druhé části města“ atd.), ale i občanstvím osob, které těchto přechodů směly užívat. Až na nečetné výjimky (přechod na Friedrichstraße, zde ovšem ne pěšky a také ne autem) tato omezení vedla k tomu, že dostal-li občan Západního Berlína návštěvu ze SRN či zahraničí a chtěl-li s ní navštívit východní Berlín, bylo nutno použít rozdílných přechodů a na druhé straně se opět setkat.[zdroj?]

### Oběti zdi

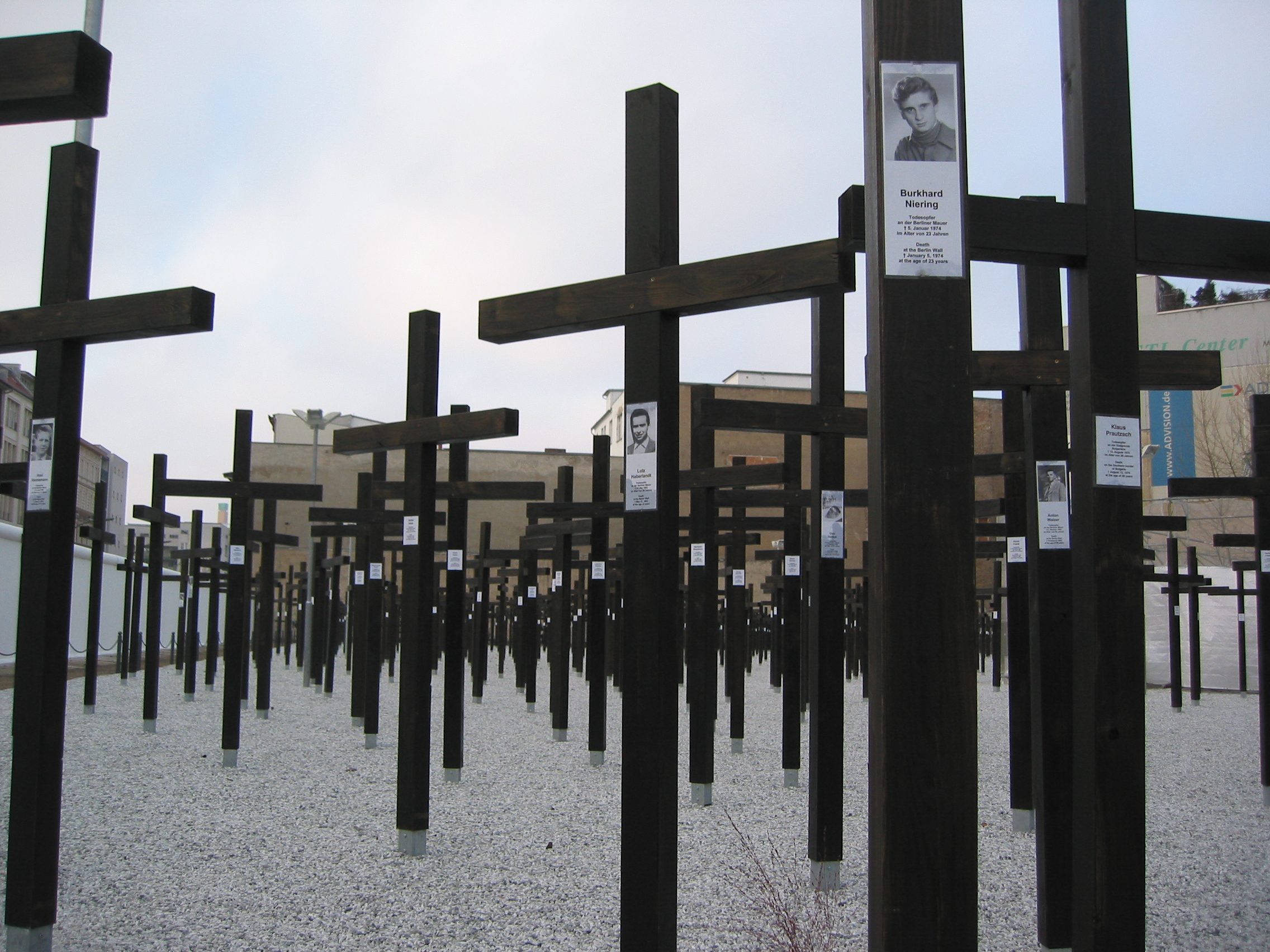
Pomník obětem, Checkpoint Charlie, 2004 – 2005

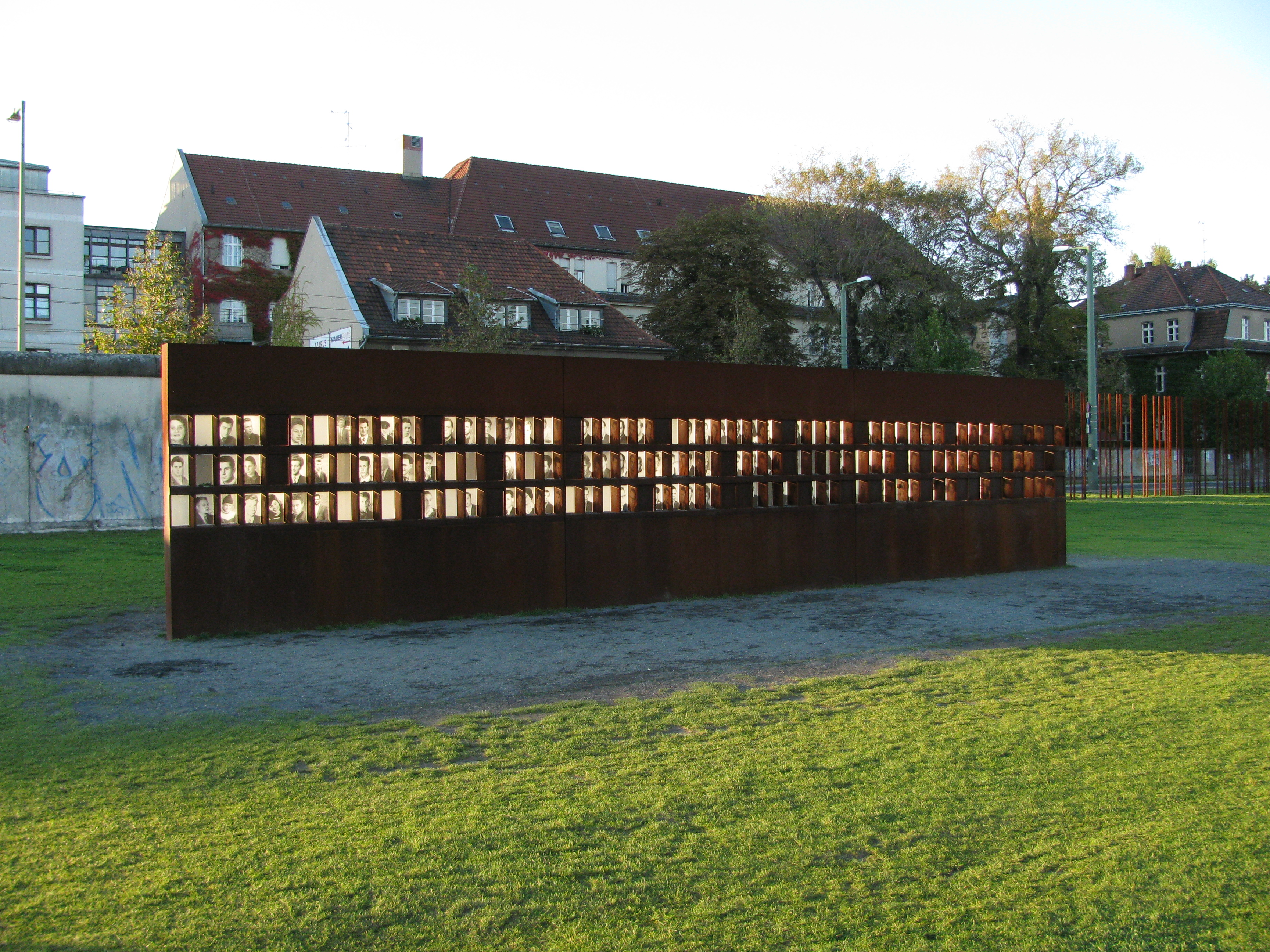
Fenster des Gedenkens (Okna památky) na Bernauer Straße

O počtu obětí, které při pokusu o překročení zdi přišly o život, se vedly a dodnes vedou spory a zdá se být i v budoucnosti obtížné dojít k jednoznačným závěrům: v záznamech NDR se tyto incidenty neobjevují. Celé téma je v Berlíně stále kontroverzní.[zdroj?]
Berlínská prokuratura roku 2000 udala počet 86 prokazatelně usmrcených; v této době předpokládá Pracovní skupina 13. srpen (podle data zřízení zdi) nejméně 238 obětí, a jiná kritéria používá Ústřední úřad pro vyšetřování zločinů spáchaných režimem bývalé NDR, který v té době uvedl 262 obětí – jedná se očividně o zcela různá kritéria pro výpočet. Pracovní skupina 13. srpen poté roku 2004 svůj odhad snížila na 190 obětí. Od roku 2005 se bádáním na tomto poli zabývá i Ústředí pro soudobý historický výzkum v Postupimi, které 13. srpna 2006 uveřejnilo dosavadní stav výzkumu: z dosud 268 evidovaných případů lze 125 považovat za prokázané smrtelné incidenty, 62 případů lze vyloučit, 81 případů není ještě jednoznačně vyřešeno.
Všechna tato zveřejnění pokaždé zesílila i ve veřejnosti silnou kontroverzi o metodách a politickém pozadí výzkumu, o sympatiích či antipatiích a o vyrovnání se s minulostí. Nejasnými přístupy k tomuto choulostivému tématu byl zpečetěn i pomník obětem zdi, který byl 31. října 2004 zřízen Pracovní skupinou 13. srpen na bývalém přechodu Checkpoint Charlie. Po mnoha protestech majitele pozemku a po diskusích a kompromisních návrzích na alternativní pomník byl 5. července 2005 odstraněn.[zdroj?]
Nový pomník, věnovaný 128 ověřeným obětem berlínské zdi byl odhalen v květnu 2010 v rámci památníku Berlínské zdi na Bernauer Straße. Pomník s názvem Fenster des Gedenkens (Okna památky) je tvořen železnou zdí, do níž jsou vsazeny skleněné tabulky s fotografií oběti (není-li známa podoba, je tabulka z neprůhledného skla), její jméno, datum narození a úmrtí. V roce 2016 obsahovala 139 tabulek se jménem. V pomníku se však nachází 162 okének, takže popřípadě zjištěná nová jména bude možné doplnit.

## Tunel pod Berlínskou zdí
Dvaadvacetiletý Joachim Rudolph (* 1939) uprchl v září roku 1961 z NDR do Západního Německa. Zde jej a jeho kamaráda oslovila dvojice Italů, kteří bydleli na koleji a chystali se z východního Berlína dostat do Západního Berlína tunelem pod Berlínskou zdí rodinu svého známého. Joachim Rudolph znal situaci ve Východním Německu a s pomocí souhlasil. V poškozené továrně na západní straně Berlínské zdi se podařilo najít vhodné místo, které nebylo sledováno a kde bylo možno začít s kopáním tunelu. Berlínská zeď zde navíc rozdělovala ulici Bernauer Strasse na její „západní“ a „východní“ část. Skupina „tunelářů“ se rekrutovala ze známých a spolehlivých studentů a postupně během dvou až tří týdnů se jejich počet dostal až na třicítku. Pracovali ve třech směnách, v polosedě se rýčem probíjeli zeminou a délka denního přírůstku tunelu kolísala od desítek centimetrů až po dva metry. Nakonec byl tunel o celkové délce 135 metrů, nacházející se asi 6 metrů pod povrchem, po více než půl roce příprav a kopání dokončen. Tunel ústil ve sklepě domu číslo 7. Útěk 29 mužů a žen z východního do Západního Berlína se uskutečnil ve dnech 14. a 15. září 1962. Uprchlíci se shromažďovali v restauracích v blízkosti domu číslo 7, kde čekali na znamení, po němž se v dohodnutých časových odstupech (15 minut) vydávali na cestu do sklepa domu číslo 7. Odtud byli provázeni tunelem co nejrychleji, protože se štola rychle plnila vodou a zakrátko se stala naprosto neprůchodnou.

## Pád Berlínské zdi
| „                                                | Generální tajemníku Gorbačove, pokud usilujete o mír, o blahobyt v Sovětském svazu, o uvolnění, přijďte sem, k této zdi. Pane Gorbačove, otevřete tuto bránu. Pane Gorbačove, zbourejte tuhle zeď. | “ |
| — Ronald Reagan v roce 1987 u Braniborské brány. | |   |

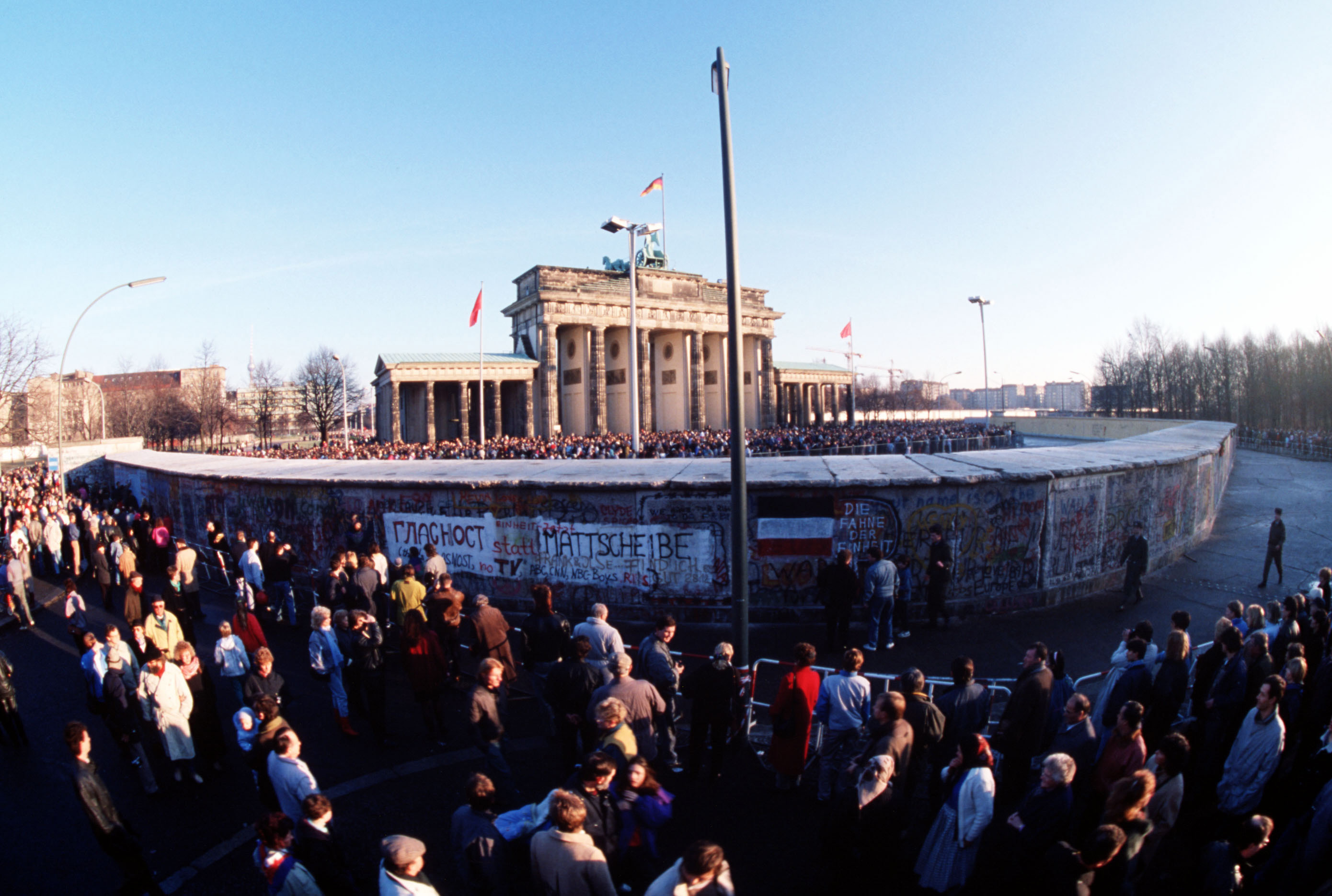
Zeď a Braniborská brána, prosinec 1989

Pád Berlínské zdi 9. listopadu 1989 se odehrál stejně překvapivě jako její stavba. V posledních dnech své existence se východoněmecké stranické vedení zabývalo diskusemi o nutných změnách, mimo jiné i diskusí o hranicích. Na tiskové konferenci 9. listopadu 1989, přenášené televizí, předčítal člen politbyra Günter Schabowski krátce před sedmou hodinou večer jakoby mimochodem ze svých poznámek usnesení ministerské rady, podle kterého byly cesty i do západního zahraničí povoleny a mohly se uskutečnit přes všechny pohraniční přechody. Na otázku, kterou položil italský novinář Riccardo Ehrman, od kdy toto usnesení vstoupí v platnost, odpověděl Schabowski, že „podle mého názoru ihned“ (což, jak se později ukázalo, nebylo správně, na druhé straně dokumentu, kterou Schabowski dostal, ale ve zmatku si jí nevšiml, stálo, že to má být od následujícího dne).[zdroj?]
V příštích hodinách docházelo k hromadnému návalu na berlínských hraničních přechodech, kolem 23. hodiny východoněmecká pohraniční stráž kapitulovala, a kolem půlnoci proudily desetitisíce Východoberlíňanů přes všechny přechody do Západního Berlína.[zdroj?]

## Procesy s členy hraniční policie, zeď dnes
Až do roku 1997 se konalo více tzv. „procesů se střelci na zdi“, jejichž obžalovaní byli zodpovědní za povely ke střelbě na prchající. K obžalovaným patřili i Erich Honecker, Egon Krenz, Willi Stoph a Erich Mielke.[zdroj?]
Celkem bylo 35 obžalovaných zproštěno obžaloby, 44 jich bylo odsouzeno k podmíněnému odnětí svobody, 11 k odnětí svobody až do sedmi a půl let (mimo jiné i Egon Krenz).[zdroj?]
Po pádu komunistického režimu došlo k postupnému odstranění většiny symbolů staré doby. Tomuto osudu neušla ani Berlínská zeď. Jedinými většími souvislými zbytky jsou tzv. East Side Gallery na břehu Sprévy a dva malé úseky – první mezi Postupimským náměstím (Potsdamer Platz) a Checkpoint Charlie a druhý na Bernauer Straße. Postupně byla vybudována i dlážděná čára označující, kudy Berlínská zeď vedla.
O historii zdi (a útěků přes ni) je možno se poučit v muzeu Dům na Checkpoint Charlie (Haus am Checkpoint Charlie), které existuje již od roku 1963 (nachází se na stejnojmenném bývalém přechodu Checkpoint Charlie).

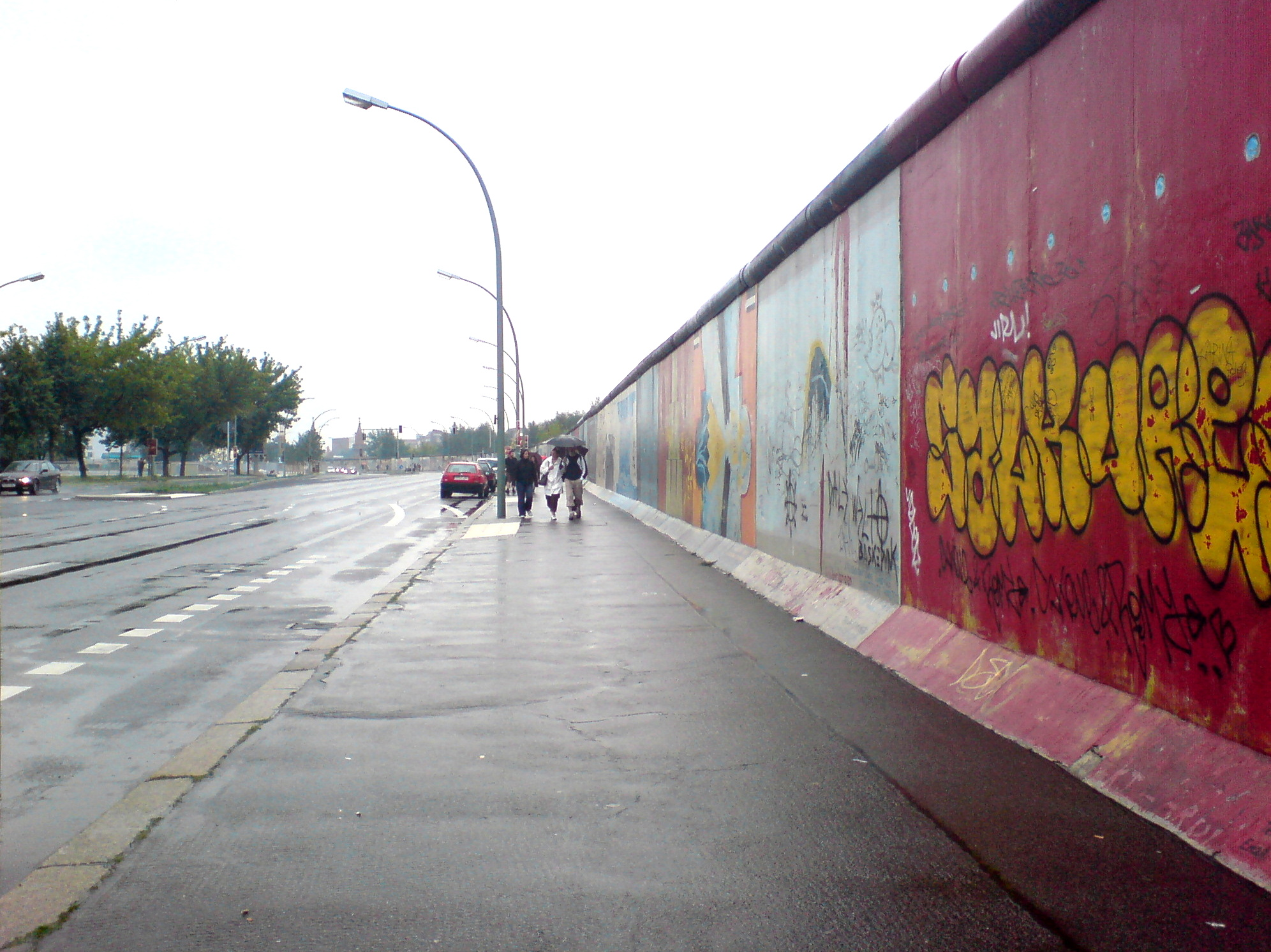
Zbytky zdi poblíž stanice Berlin Ostbahnhof, srpen 2006
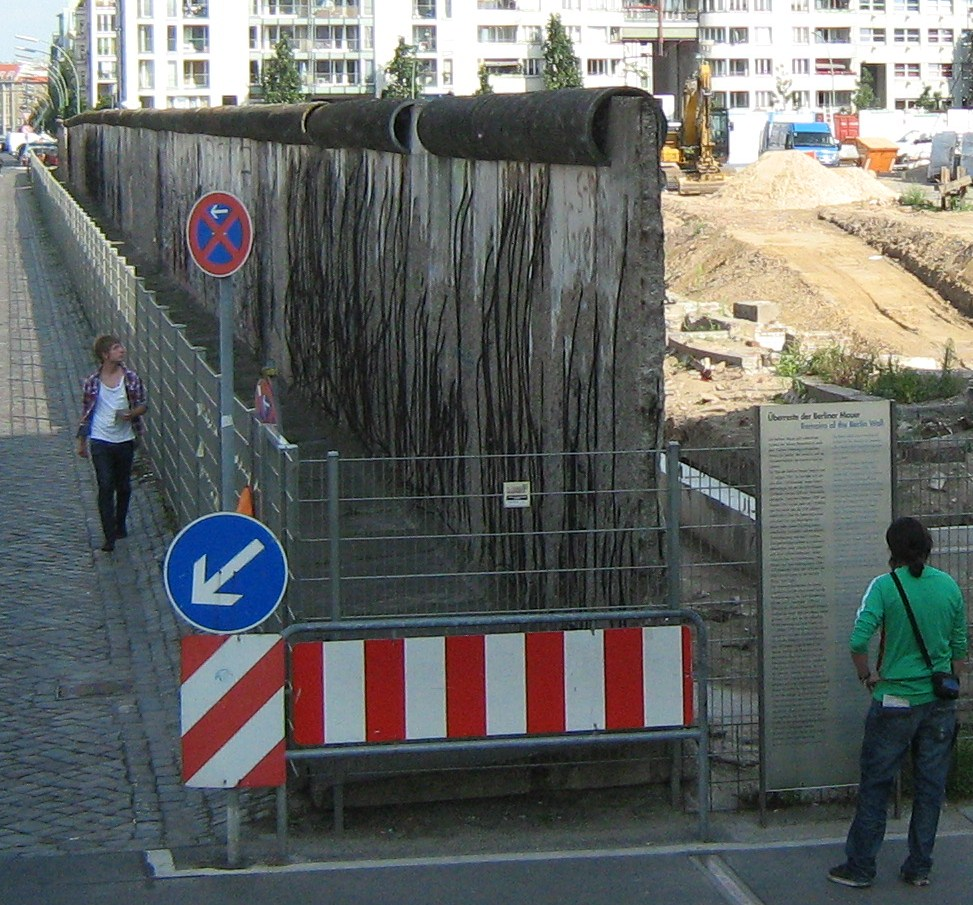
Zbytky zdi v sousedství muzea Topographie des Terrors, srpen 2009
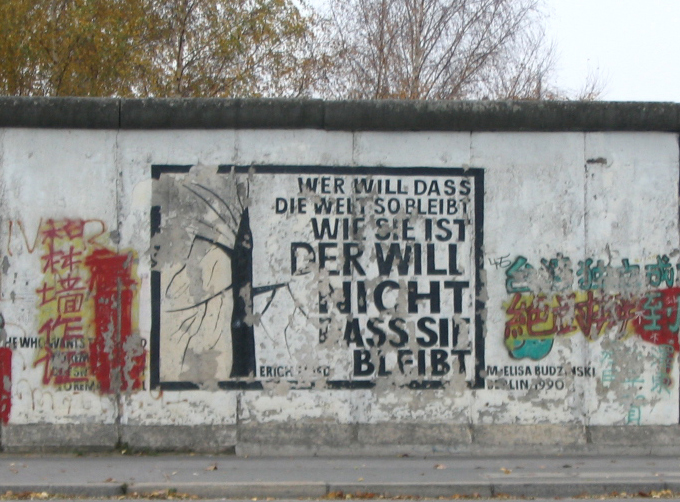
Berlínská zeď – Kdo chce, aby svět zůstal takový, jaký je, ten nechce, aby zůstal
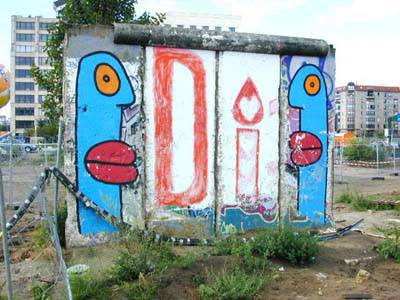
Zbytek zdi, Postupimské náměstí
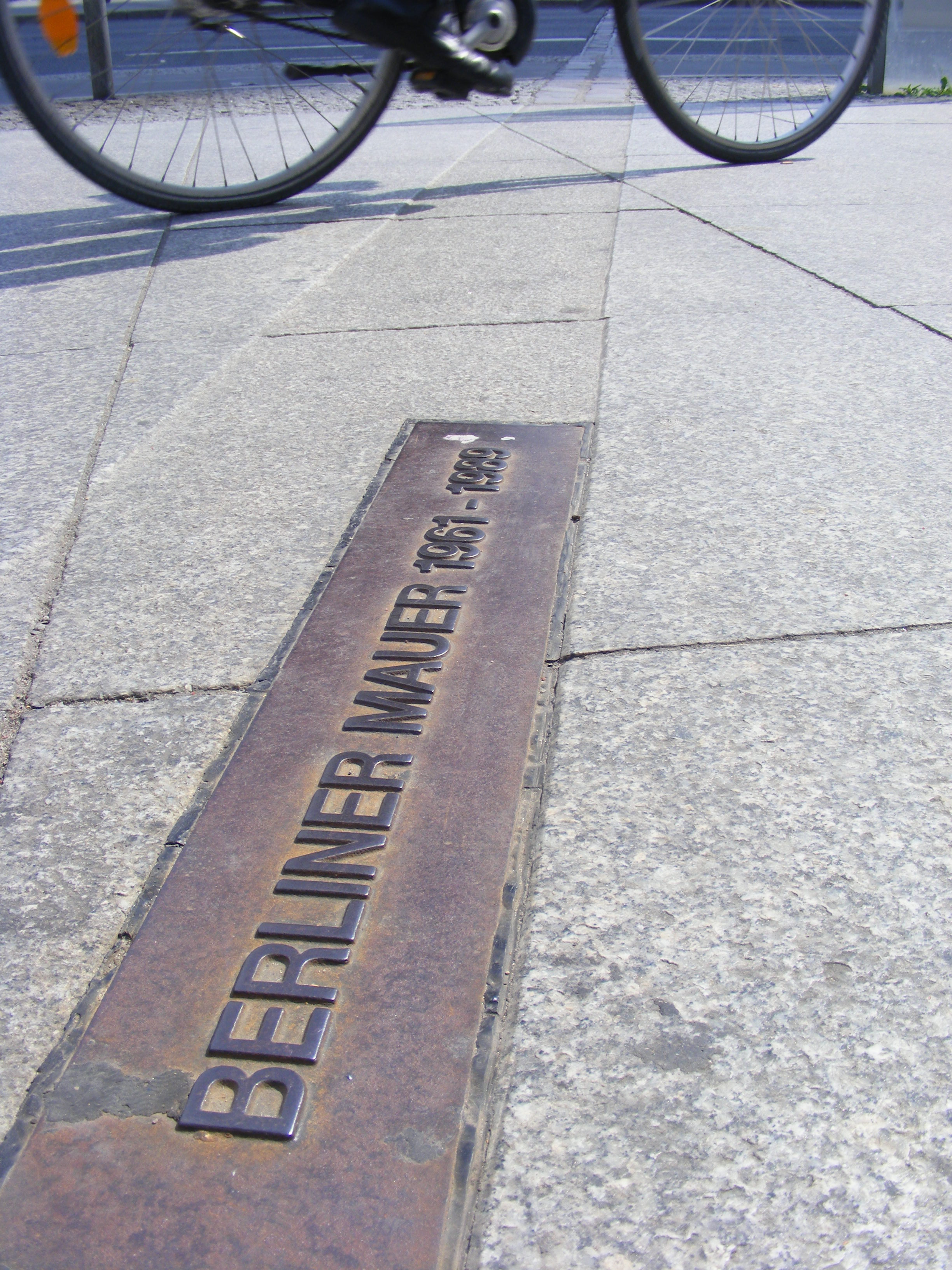
Vyznačení polohy zdi na Postupimském náměstí
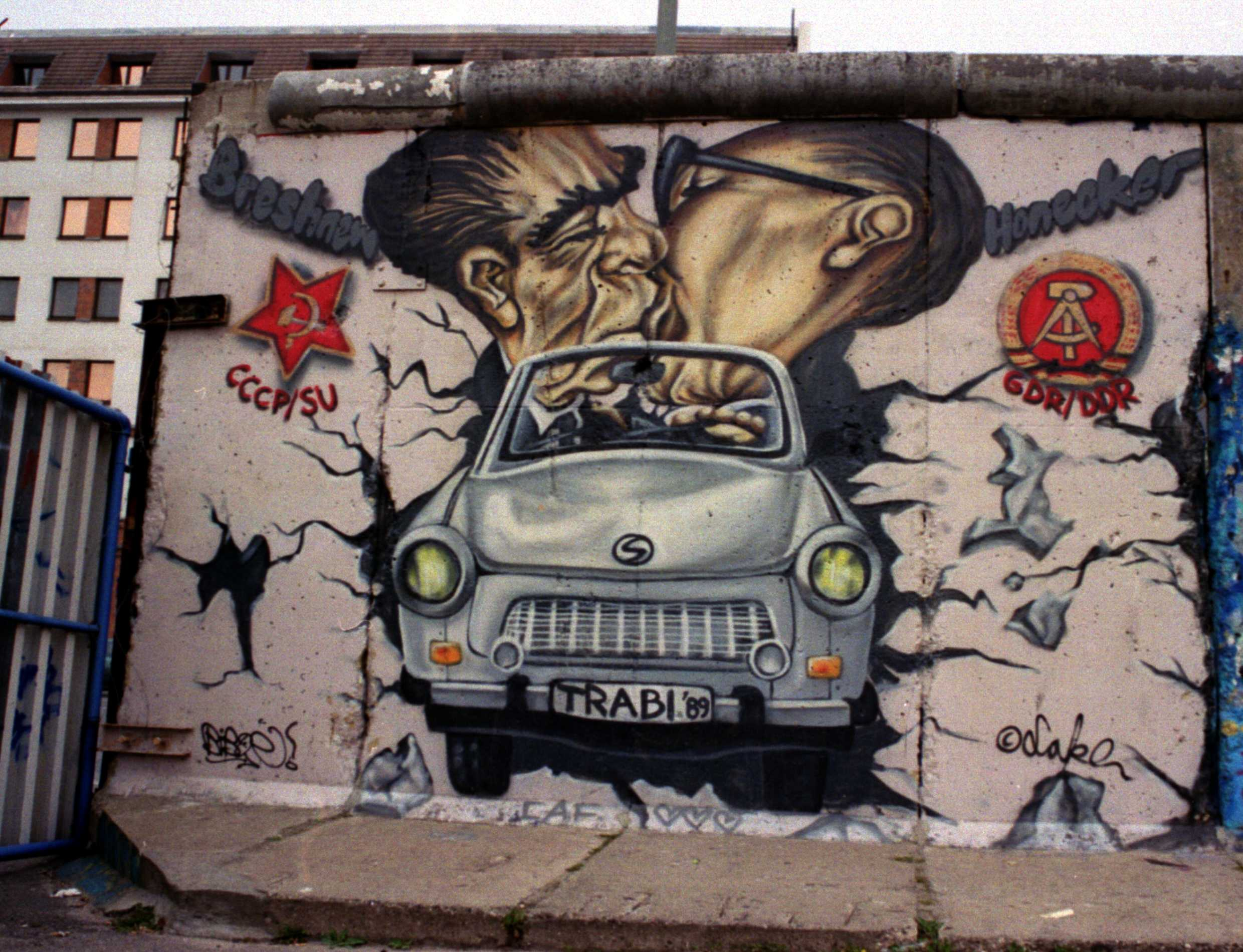
Brežněv a Honecker
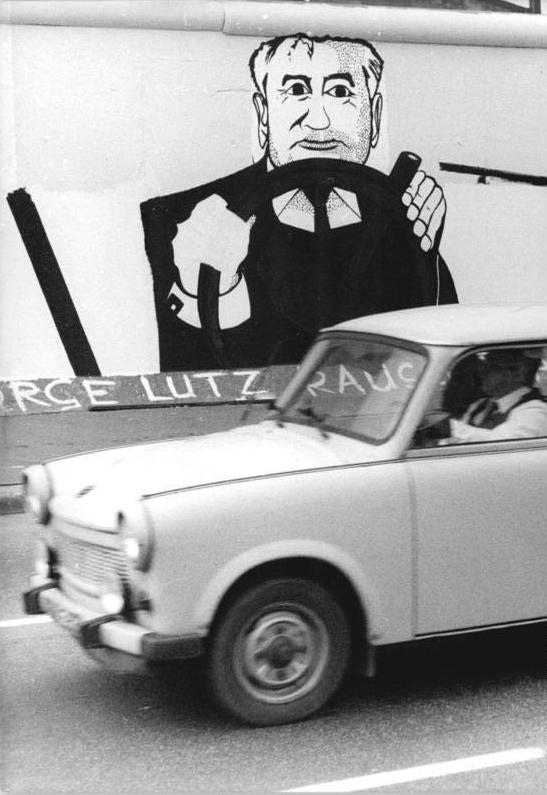
Gorbačov